# Ampelisca orops
Ampelisca orops is een vlokreeftensoort uit de familie van de Ampeliscidae. De wetenschappelijke naam van de soort is voor het eerst geldig gepubliceerd in 1969 door Imbach.